# Katja Sebald
Katja Sebald (* in Regensburg) ist eine deutsche Kunsthistorikerin, Autorin, Journalistin, Kuratorin und Übersetzerin.

## Leben
Als Kulturjournalistin schreibt Sebald im und über das Fünfseenland, unter anderem für die Süddeutsche Zeitung. Sebald widmet sich der Geschichte ihrer Geburtsstadt Regensburg, ihrer Zwischenheimat im Chiemgau, der Stadt München und Italien in ihren Buchprojekten. Als staatlich geprüfte Übersetzerin für Italienisch studierte sie an der Ludwig-Maximilians-Universität in München Kunstgeschichte, Bayerische Kirchengeschichte, Neuere Deutsche Literatur und Italienische Philologie. In ihrer Magisterarbeit beschäftigte sie sich mit Jenny Holzers Denkmal für Oskar Maria Graf im Münchner Literaturhaus. Sebalds Schreibstil kombiniert zeitgenössische Kunst, Literatur und bayerische Kulturgeschichte.
Neben Büchern, Fachtexten, Rezensionen und anderen journalistischen Formaten schreibt sie auch „Gebrauchstexte“ über Kunst: Pressetexte, Werbetexte und Katalogtexte. Sie unterstützt Künstler bei ihren Ausstellungsprojekten, hält Eröffnungsreden oder führt Künstlergespräche bei Vernissagen. Sebald begleitet mit ihrer Pressearbeit verschiedene Kunst- und Kulturprojekte innerhalb des Fünfseenlands.

## Publikationen (Auswahl)
- 2024: Künstler Innen Häuser Außen – 30 Häuser von Künstlerinnen und Künstlern in Oberbayern, Allitera Verlag, ISBN 978-3962334314
- 2021: Sehnsucht Starnberger See – Villen und ihre berühmten Bewohner im Portrait, Allitera Verlag, ISBN 978-3962332167
- 2018: Mein bester Spezi ist der Kramerfeichtmartl gewesen, Allitera Verlag, ISBN 978-3962330378
- 2016: Unbekanntes Fünfseenland, Volk Verlag, ISBN 978-3862222100
- 2015: Das München-Album: Zwischen Wirtschaftswunder und Studentenrevolte, Volk Verlag, ISBN 978-3862221585
- 2014: Unbekannter Chiemgau: Von Millibauern, Madonnen und Marzipan, Volk Verlag, ISBN 978-3862220601
- 2012: Regensburg im 13. Jahrhundert (Band 4 der Reihe „Das Bayerische Jahrtausend“), Volk Verlag, ISBN 978-3-86222-066-3
- 2011: Ertrinken… Versinken – Auf den Spuren von König Ludwig II. am Starnberger See Hörbuch mit Carin C. Tietze und Josef Brustmann, Volk Verlag, ISBN 978-3862220564
- 2010: Sommerfrische am Starnberger See – Eine Kulturkreuzfahrt in zwölf Stationen Hörbuch mit Christian Tramitz, Volk Verlag, ISBN 978-3862220182

## Auszeichnungen
- 2024: Deutschlands schönstes Regionalbuch[1]
- 2022: Anerkennungspreis des Landkreises Starnberg[1]

## Links
- Literatur von und über Katja Sebald im Katalog der Deutschen Nationalbibliothek
- Offizielle Website von Katja Sebald